# Saint-Alexandre
Saint-Alexandre is een gemeente in het Franse departement Gard (regio Occitanie). De plaats maakt deel uit van het arrondissement Nîmes. Saint-Alexandre telde op 1 januari 2022 1.250 inwoners.

## Geografie
De oppervlakte van Saint-Alexandre bedroeg op 1 januari 2022 12,87 vierkante kilometer; de bevolkingsdichtheid was toen 97,1 inwoners per km².

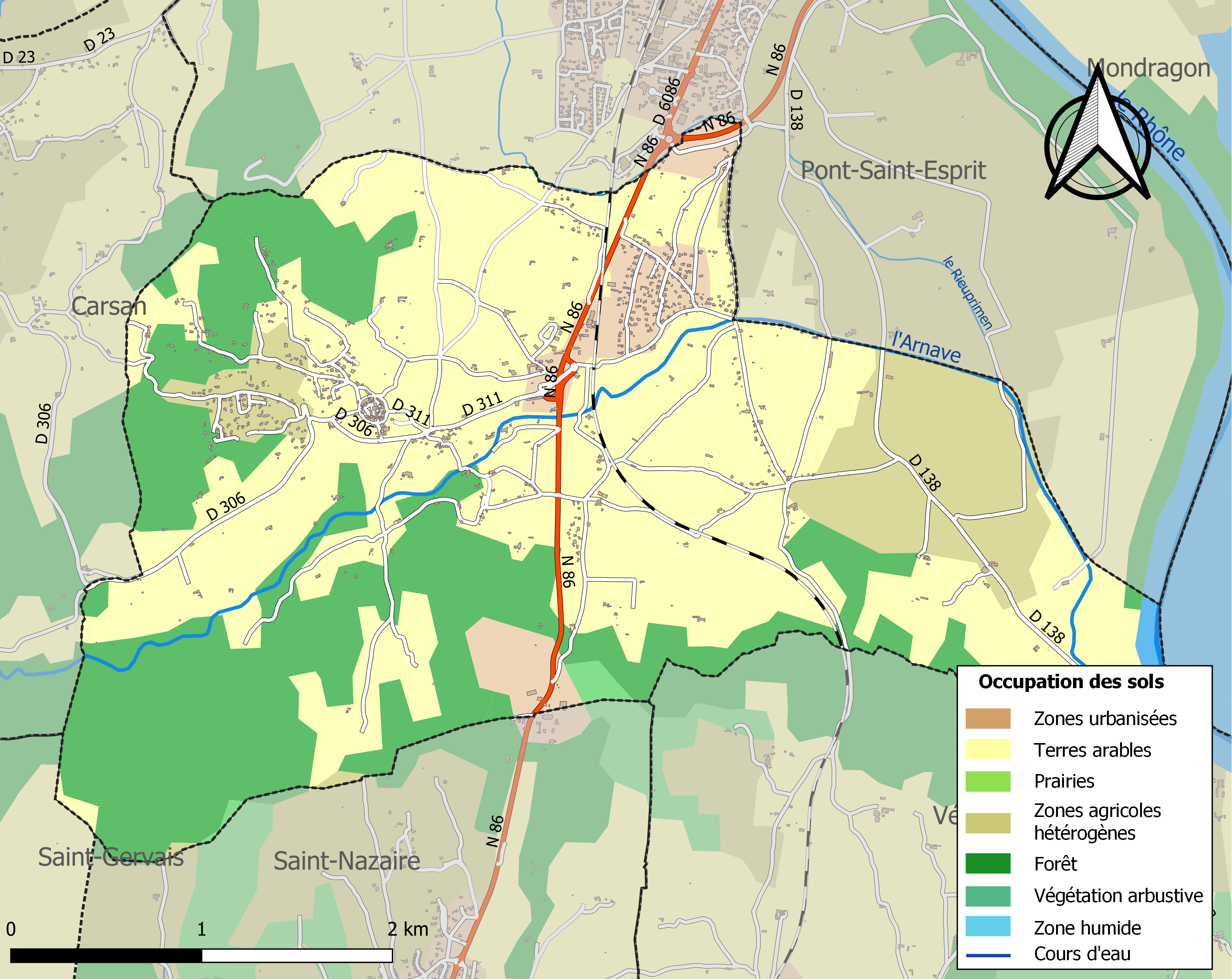
Kaart van de gemeente met belangrijkste infrastructuur, bodemgebruik en omliggende gemeenten

## Demografie
Onderstaande figuur toont het verloop van het inwonertal (bron: INSEE-tellingen).